# Ruger MK III
Ruger Mark III или Ruger MK III — самозарядный пистолет под патрон .22 LR, разработанный компанией Sturm, Ruger & Co.. Пришёл на смену пистолетам типа Ruger MK II, снятым ранее с производства. Предназначен для спорта и охоты.

## Отличия от MK II
- Слева на пистолете появился индикатор наличия патрона в патроннике.
- Защёлка магазина находится не у основания рукоятки, а под спусковым крючком.
- Предусматривается установка оптического прицела типа Weaver.
- Новый разобщитель не допускает выстрела при неполностью закрытом магазине.
- Для повышения безопасности добавлен внутренний замок: при помощи ключа можно перевести предохранитель в безопасное положение.
- Уменьшенный в размерах затвор.
- Более плавные контуры отражателя.

## Варианты

### Mark III

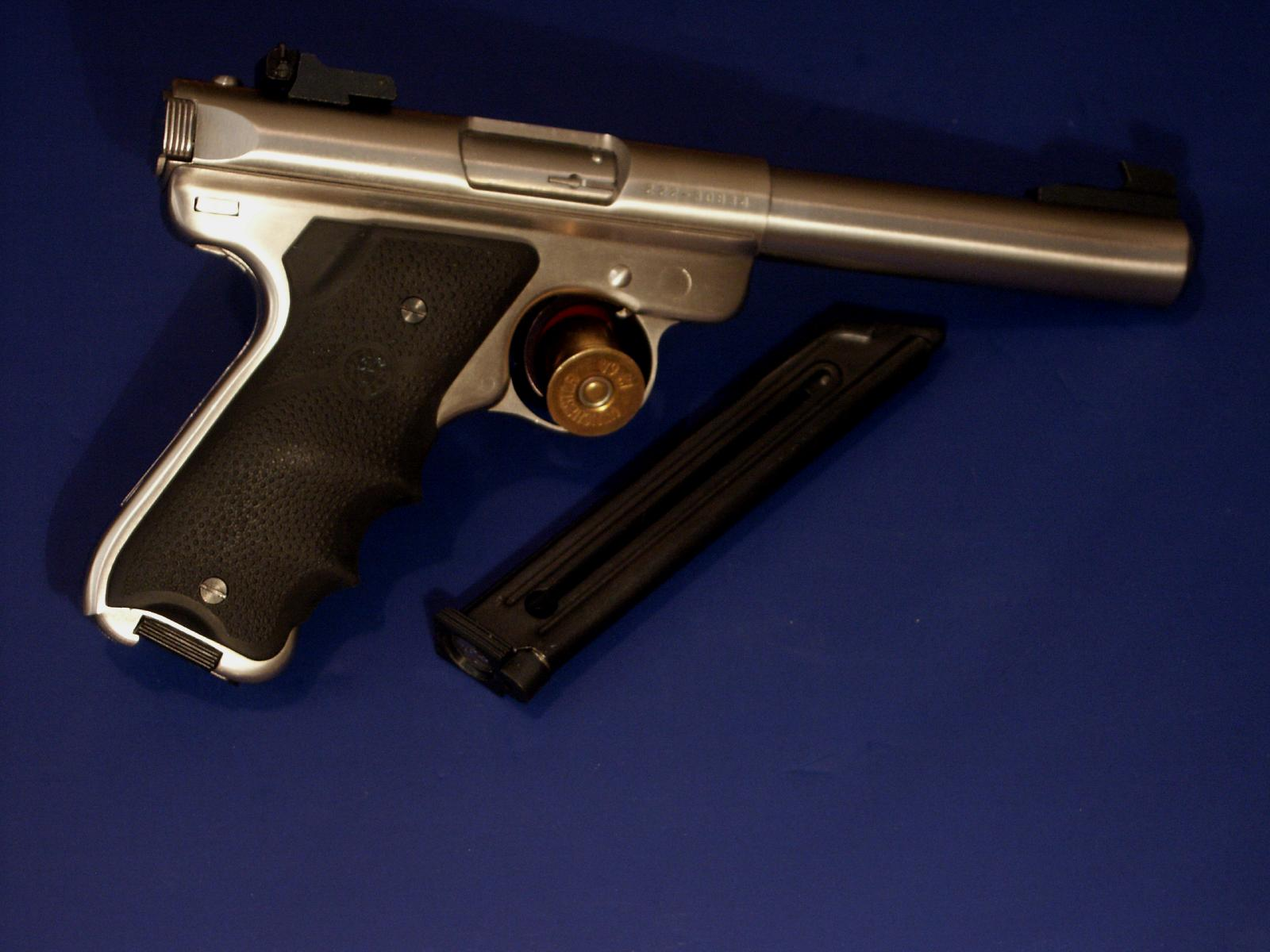
Ruger Mark III из нержавеющей стали с магазином

Первая серия пистолетов известна просто как Mark III. Ствол из цельного стального стержня ввинчен в ствольную коробку из стальной трубы. Ствол нельзя вывернуть вручную. По контурам (особенно по форме ствола и рукоятки) пистолет внешне напоминает немецкий Luger P08, но ударно-спусковой механизм заимствован от японского Намбу Тип 14.
- Самая распространённая и высококачественная модель — Hunter. Рамка пистолета выполнена из нержавеющей стали, длина рифленого ствола в дюймах — 4,5, 5,5 (эксклюзивный вариант от дилера) или 6,875. Оптоволоконная незакреплённая передняя мушка, V-образный целик, щёчки из дерева кокоболо. В пистолет встроены несколько механизмов защиты, в том числе обычный предохранитель, индикатор наличия патрона в патроннике и замки с ключами.
- Следующая в списке модель — Competition. Рамка из нержавеющей стали, утяжелённый плоскосторонний ствол длиной 6,875 дюймов , передвижной целик; щёчки из дерева кокоболо.
- Следующая модель — Target. Рукоятка из нержавеющей или воронёной стали, утяжелённый ствол длиной 5,5 дюймов, передвижной целик; щёчки из пластика или дерева кокоболо.
- Пистолет с утяжелённым стволом имеет рукоятку из нержавеющей или воронёной стали. Ствол более тяжёлый, что снижает отдачу и предотвращает перегрев, длина 5,5 дюймов. Целик передвижной.
- Последняя модель — Standard. Ствол конусообразный, щёчки чёрные пластиковые, рукоятка из воронёной стали. Длина ствола: 4,75 или 6 дюймов. Прицел зафиксированный.

|                 | Номер       | Модель      | Материал рукояти  | Материал рукояти | Прицел      | Прицел            | Длина | Длина | Масса, унций | Цена, долларов США |
| Воронёная сталь | Номер       | Модель      | Нержавеющая сталь | Целик            | Мушка       | Ствол             | Всего |       | Масса, унций | Цена, долларов США |
| --------------- | ----------- | ----------- | ----------------- | ---------------- | ----------- | ----------------- | ----- | ----- | ------------ | ------------------ |
| Standard        | MKIII4      | Standard    | *                 |                  | Неподвижный | Неподвижный       | 4¾"   | 9"    | 35           | $362.00            |
| Standard        | MKIII6      | Standard    | *                 |                  | Неподвижный | Неподвижный       | 6"    | 10¾"  | 37           | $362.00            |
| Target          | MKIII512    | Bull Bbl.   | *                 |                  | Передвижной | Неподвижный       | 5½"   | 9¾"   | 42           | $430.00            |
| Target          | KMKIII512   | Bull Bbl.   |                   | *                | Передвижной | Неподвижный       | 5½"   | 9¾"   | 42           | $543.00            |
| Target          | KMKIII678GC | Competition |                   | *                | Передвижной | Неподвижный       | 6⅞"   | 11⅛"  | 45           | $625.00            |
| Target          | KMKIII678H  | Hunter      |                   | *                | Передвижной | Оптоволокно HiViz | 6⅞"   | 11⅛"  | 41           | $638.00            |
| Target          | KMKIII45H   | Hunter      |                   | *                | Передвижной | Оптоволокно HiViz | 4½"   | 8¾"   | 38           | $638.00            |

### Mark III 22/45

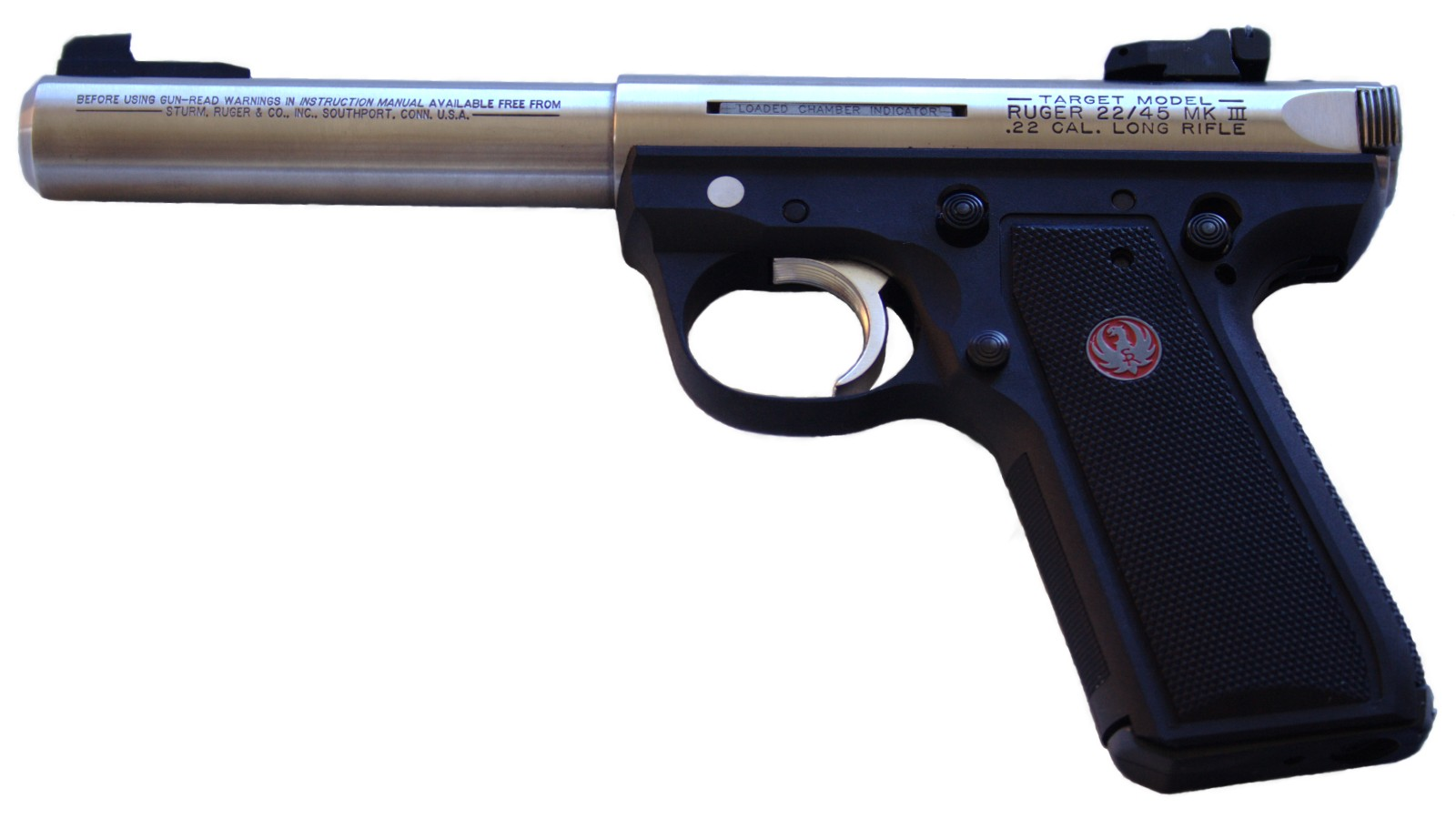
Mark III 22/45, утяжелённый ствол длиной 5,5 дюймов

Вторая серия носит название Mark III 22/45: у этих пистолетов полимерная рамка, а нарезной стальной ствол почти целиком соединён со ствольной коробкой. Пистолетная рукоятка внешне напоминает рукоятку M1911.
- Наиболее распространённая модель — Mk III 22/45 Lite, представлена на 2012 SHOT Show. Основные качества: лёгкая алюминиевая верхняя половина ствольной коробки, что улучшает внешний вид и снижает массу пистолета; стальной ствол с наружной резьбой предусматривает установку пламегасителя или глушителя; съёмные щёчки. Ствольная коробка просверлена, предусматривает установку прицелов типа Weaver.
- Вторая по распространённости модель, предыдущая в хронологическом порядке — Hunter. Ствол с наружной резьбой длиной 4,5 или 6,875 дюймов, оптоволоконная мушка HiViz и передвижной целик. Снята с производства в 2012 году.
- Несколько вариантов модели Target: более тяжёлый ствол снижает вероятность перегрева, уменьшает отдачу и повышает точность. Варианты:
  - 5,5 дюймов, нержавеющая сталь, передвижной целик (модель снята с производства в 2012 году).
  - 5,5 дюймов, воронёная сталь, передвижной целик.
  - 4 дюйма, воронёная сталь, передвижной целик.
  - 5,5 дюймов, воронёная сталь, неподвижный целик, съёмные деревянные щёчки из дерева кокоболо.
  - Модели с утяжелённым или плоскосторонним стволом; производство некоторых прекращено или возобновлено под другими индексами после реструктуризации моделей типа Target.
- Модели со стволом Threaded Barrel похожи на семейство Target, но предусматривают благодаря наружной резьбе установку пламегасителя или глушителя; также возможна установка щёчек из другого материала и даже планки Пикатинни для различных прицелов.
- Модели типа Distributor Exclusive распространяются через дилеров. В 2012 году в продажу поступили:
  - Модель Target с нижней частью ствольной коробки типа Water Dog Brown Digital Camo.
  - Модель Target со стволом с наружной резьбой и передвижным целиком.
  - Модель Target со стволом с наружной резьбой и передвижным оптоволоконным целиком.

| Индекс      | Модель      | Материал рукояти | Материал рукояти  | Материал рукояти | Прицел           | Прицел               | Длина | Длина | Масса, унций | Цена, долларов США |
| Индекс      | Модель      | Воронёная сталь  | Нержавеющая сталь | Алюминий         | Целик            | Мушка                | Ствол | Итого | Масса, унций | Цена, долларов США |
| ----------- | ----------- | ---------------- | ----------------- | ---------------- | ---------------- | -------------------- | ----- | ----- | ------------ | ------------------ |
| P45MK3ALRP  | Lite        |                  |                   | *                | Передвижной      | Неподвижный          | 4½"   | 8½"   | 22           | $469.00            |
| P4MKIII     | Target      | *                |                   |                  | Передвижной      | Неподвижный          | 4"    | 8"    | 31           | $349.00            |
| P512MKIIIRP | Target      | *                |                   |                  | Неподвижный      | Неподвижный          | 5½"   | 9½"   | 33           | $389.00            |
| P512MKIII   | Target      | *                |                   |                  | Передвижной      | Неподвижный          | 5½"   | 9½"   | 35           | $349.00            |
| P45GMK3RP   | Threaded    | *                |                   |                  | Неподвижный      | Неподвижный          | 4½"   | 8½"   | 32           | $439.00            |
| P45GMK3PRRP | Threaded    | *                |                   |                  | Планка Пикатинни | Нет                  | 4½"   | 8½"   | 32           | $439.00            |
| KP512MKIII  | Bull barrel |                  | *                 |                  | Передвижной      | Неподвижный          | 5½"   | 9½"   | 35           | Не производится    |
| KP678HMKIII | Hunter      |                  | *                 |                  | Передвижной      | Оптоволоконный HiViz | 6⅞"   | 10⅞"  | 34           | Не производится    |